# 마토역
마토역(일본어: 間藤駅, まとうえき)은 일본 도치기현 닛코시에 있는 와타라세 계곡 철도 와타라세 계곡선의 역이다. 역 번호는 WK17이다. 본 노선의 종점이다.

## 역 구조
단선 승강장 1면 1선의 지상역이다. 역사(대기실)가 있지만 개찰구가 없는 관계로, 승객은 역전 광장에서 직접 승강장으로 들어갈 수 있다.
개통 당시에는 스위치백 시설이 있어서, 아시오 광산으로 들어가는 열차가 스위치백을 하였다. 1970년대에 화물영업이 폐지되면서 스위치백도 철거되었다.

## 역 주변
- 아시오 아카쿠라 우체국
- 구리 친수공원・아시오 환경 학습 센터(도보 45분)
- 아시오혼잔(내부의 견학은 불가)
- 후루카와교(현존하는 일본 최고의 철제 도로교)
- 마토 수력 발전소 터(일본 최초의 수력 발전소)
- 아시오 사방 댐
- 마쓰키 계곡
- 국도 제122호선

## 역사
- 1912년 12월 31일: 아시오 철도의 역으로 아시오 ~ 아시오혼잔 구간에 일반역으로 개통.
- 1918년 6월 1일: 국유화되어 국유철도 아시오 선의 역이 됨.
- 1970년: 화물 영업이 폐지되고, 동시에 무인화. 스위치백 시설은 철거됨.
- 1987년 4월 1일: 국철 분할 민영화로 동일본여객철도의 역이 됨.
- 1989년 3월 29일: JR 아시오 선의 제3섹터 철도 전환으로 와타라세 계곡 철도의 역이 됨과 동시에 당역 ~ 아시오모토야마 역간 화물선 폐지.

## 인접역
| ■ 와타라세 계곡 철도 와타라세 계곡선 | ■ 와타라세 계곡 철도 와타라세 계곡선 | ■ 와타라세 계곡 철도 와타라세 계곡선 |
| ------------------------------------ | ------------------------------------ | ------------------------------------ |
| WK16 아시오 기류 방면                |                                      | 시·종착역                            |